# Fuchsien
Die Fuchsien (Fuchsia) sind eine artenreiche Gattung in der Familie der Nachtkerzengewächse (Onagraceae).
Zu dieser Gattung gehören derzeit 107 Arten und etwa 12.000 Sorten, von denen die meisten aus den Bergwäldern Mittel- und Südamerikas stammen. Einige wenige Arten kommen auf Tahiti und in Neuseeland vor.
In Europa sind Fuchsien seit dem frühen 18. Jahrhundert bekannt. Im 19. Jahrhundert wurden sie zu einer begehrten Zierpflanze und werden bis heute in Mitteleuropa häufig als Kübelpflanze, Balkonpflanze oder Gartenstaude gepflegt. In klimatisch begünstigteren Regionen sind sie eine weit verbreitete Zierpflanze.
Benannt sind sie nach dem deutschen Mediziner und Botaniker Leonhart Fuchs (1501–1566).

## Erscheinungsbild

### Habitus der Pflanze
Fuchsien-Arten sind meist laubabwerfende bis immergrüne, verholzende Pflanzen, Halbsträucher, Sträucher und Bäume.
Verschiedene Fuchsienarten unterscheiden sich in ihrem Erscheinungsbild sehr stark voneinander. Zur Gattung gehören niedrig wachsende Arten wie etwa Fuchsia procumbens, die nur wenige Zentimeter hoch wird und in Mitteleuropa gelegentlich in Steingärten kultiviert wird, genauso wie Fuchsia excorticata, die zu einem Baum heranwächst und eine Wuchshöhe bis über 10 Metern erreicht.
Die Mehrzahl der Arten sind jedoch Sträucher, die je nach Art unterschiedlich dicht verzweigt sind. Einige wenige Arten wachsen auch rankend an anderen größeren Pflanzen empor. Fuchsia tunariensis wächst sogar als Epiphyt auf Baumzweigen oder an Felsen (Lithophyt). Sie zeichnet sich durch knollige Wurzeln aus. Die einfachen, meist wechsel- seltener gegenständigen bis wirteligen Laubblätter sind mehrheitlich gestielt und weisen einen schwach bis mittel gezähnten, teils drüsigen Blattrand auf. Die kleinen Nebenblätter sind meist abfallend.

### Die Blüten

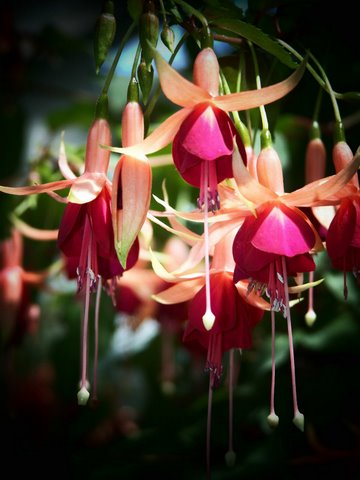
Fuchsien-Blüte

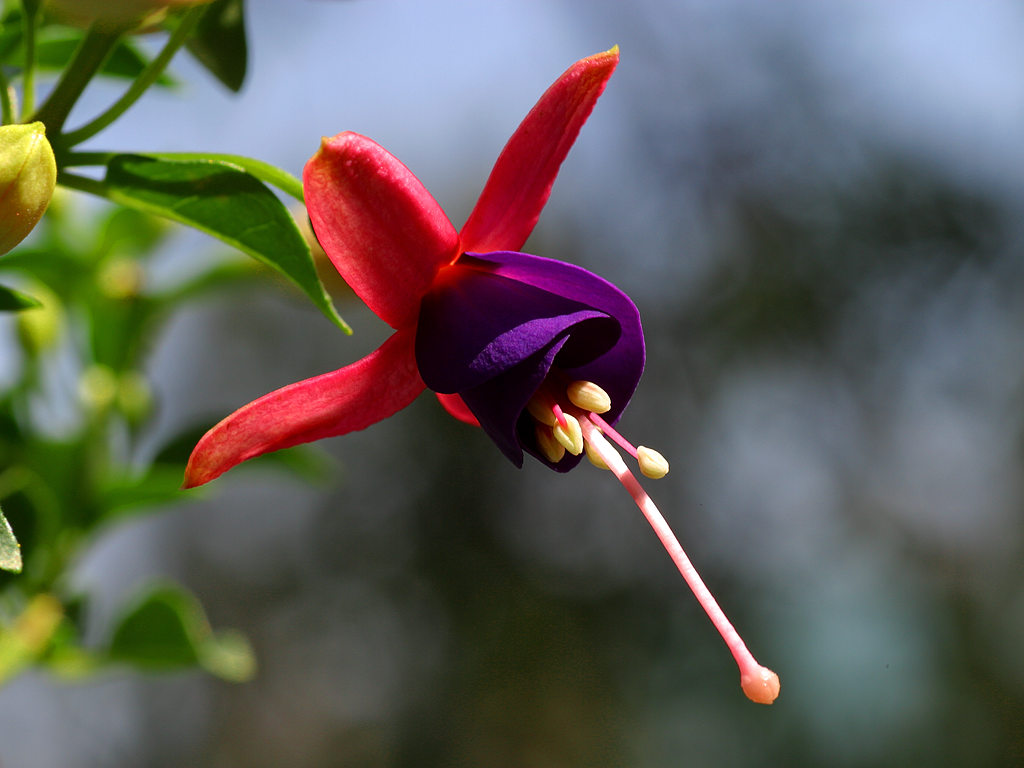
Fuchsien-Blüte: die leuchtend roten Kelchblätter sind zurückgebogen. Die Kronblätter sind von purpurner Farbe

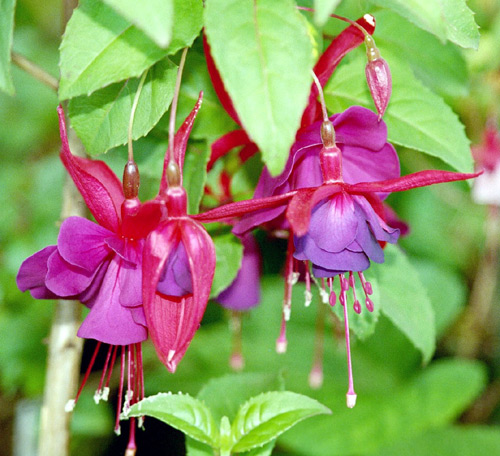
Gefüllte Blüte einer Fuchsiensorte

Die Pflanzen können zwittrig, diözisch oder gynodiözisch sowie selten auch polygam oder subdiözisch sein. Die Blüten erscheinen einzeln oder in traubigen oder rispigen Blütenständen. Die zwittrigen oder funktionell eingeschlechtlichen, vierzähligen Blüten der Fuchsien befinden sich am Ende von Blütenstielen. Die Farbe des Blütenstiels ist abhängig von der Art und kann rot oder grün sein. Auch der unterständige Fruchtknoten, der am Ende des Stiels sitzt, kann rot oder grün gefärbt sein. Er besteht aus vier Kammern, die die Samenanlagen beinhalten.
An den Fruchtknoten schließt der sogenannte „Tubus“ an, der oft nicht ganz exakt als Kelchröhre bezeichnet wird. Es ist jedoch die röhrenförmig verlängerte Blütenachse, die häufig auch kronblattartig gefärbt ist und auch Hypanthium genannt wird, sie ist nicht beständig an der Frucht. Der Blütenbecher ist also zweigliederig, im oberen Glied (Tubus), über dem Fruchtknoten, sind Nektarien ausgebildet. Besonders lang ist diese Röhre, dieses Glied (Tubus), bei Fuchsia boliviana und Fuchsia fulgens. Bei anderen Fuchsienarten ist sie kurz und dick. An einer Kelchröhre setzen dann die in der Regel vier Kelchblätter an. Sie sind meist etwas zurückgebogen. Kleinere Kronblätter sind meist vorhanden, sie können selten aber auch fehlen, und bilden die Blütenkrone, botanisch auch Corolla genannt. Einfache Blüten haben vier, halbgefüllte Blüten fünf bis sieben und gefüllte Blüten mehr als sieben Kronblätter. Kelch- und Kronblätter sind bei vielen Fuchsienarten und -sorten verschieden gefärbt. Das Farbspektrum reicht von violett über rot und rosa bis weiß oder gelb. Blüten, die rote Kelchblätter haben, können weiße oder blaue bis purpurne Kronblätter besitzen. Daneben gibt es aber auch Arten, bei denen Kelch- und Kronblatt identisch gefärbt sind.
Der Griffel reicht in der Regel weit aus der Blütenkrone hervor. Die keulenförmige, kopfige Narbe ist gelappt oder auch nicht. Der Griffel ist umgeben von acht, manchmal ungleich langen Staubblättern die fertil oder unfruchtbar sein können (Staminodien), die meist kürzer als der Griffel sind, jedoch noch aus der Krone herausragen.
Die zwittrigen Blüten sind oft protogyn. Auch sind wenige Blüten heterostyl.
Blütenformel: {\displaystyle \star \;K_{4}\;C_{4}\;A_{4+4}\;G_{\overline {(4)}}}

## Herkunft und Verbreitung
Stammesgeschichtlich stammen ursprüngliche Fuchsien-Arten wohl aus den peruanischen Anden. Von dort aus breiteten sie sich nach Norden über die mittelamerikanische Landbrücke bis nach Mexiko und nach Süden bis nach Feuerland (Tierra del Fuego) aus.
Fuchsien haben heute ein sehr großes Verbreitungsgebiet. Es reicht in Amerika vom Norden Mexikos über Guatemala, Honduras, El Salvador, Costa Rica, Panama, Kolumbien, Venezuela, Ecuador, Brasilien, Bolivien, Peru, Chile und Argentinien bis hinab nach Feuerland. Natürliche Vorkommen der Fuchsien finden sich außerdem auch in Neuseeland (4 Arten) und auf Tahiti (1 Art). Fossile Pollen von Fuchsien, die man in Neuseeland gefunden hat, werden auf ein Alter von 30 Millionen Jahre geschätzt. Diese besonders weit gewanderten Arten werden meist in die Sektion Skinnera gestellt und weisen besonders charakteristische Merkmale auf.
Heute sind etwa 100 Arten bekannt.
Als Gartenflüchtlinge haben sich Fuchsien in klimatisch begünstigten Regionen Europas angesiedelt. Formen der Fuchsia magellanica sind heute entlang der Westküste der Britischen Inseln von Cornwall bis nach Schottland und in Irland zu finden.

## Standortanforderungen
Fuchsien sind keine Tropenpflanzen im eigentlichen Sinne, obwohl sie in tropischen Breiten beheimatet sind. Sie kommen natürlich vorwiegend in höheren Gebirgsregionen im oder am Rand des tropischen Regenwaldes vor. Lediglich in ihren südlichsten Verbreitungsgebieten wachsen sie auch an Hängen und in Tälern.

## Vermehrung
Fuchsien vermehren sich in der freien Natur über Samen. Die Beeren werden meist in großer Zahl gebildet. Je nach Art sind sie bei Reife grün, rötlich oder fast schwarz. Sie können bis zu pflaumengroß werden. Ausgereifte Beeren sind saftig, weich und geschwollen. Sie sind essbar. Die enthaltenen Samen sind sehr klein und verlieren ihre Keimfähigkeit sehr rasch.
Im Gartenbau wird meist die vegetative Vermehrung über Stecklinge bevorzugt. Fuchsienstecklinge wurzeln schnell, wenn die Bodenwärme 18 bis 20 Grad Celsius beträgt. In kommerziellen Gärtnereien stehen die Vermehrungsbeete deswegen gelegentlich auf beheizten Pflanztischen. Die Stecklinge müssen vor Zugluft, praller Sonne und Verdunstung geschützt werden. Ihre Bewurzelungsgeschwindigkeit erhöht sich, wenn die Luftfeuchtigkeit hoch ist. Als Vermehrungssubstrat wird ein nährstoffarmes Torf-Sand-Gemisch (üblicherweise im Verhältnis 2:1) verwendet. Eine erfolgreiche Wurzelbildung zeigt sich in der Wiederaufnahme des Triebspitzenwachstums, also der Bildung neuer Blätter und der Streckung des Sprosses. Bei hoher Luftfeuchtigkeit und Raumtemperatur bewurzelte Stecklinge müssen danach an geringere Temperaturen gewöhnt („abgehärtet“) werden. Weiche Pflanzenteile, also bei Wärme gebildete Pflanzenteile bewurzeln schneller als schon verholzende Teile; grundsätzlich kann man Kopf- und Teilstecklinge machen.
Hobbygärtner bewurzeln Stecklinge gelegentlich auch in Wassergläsern. Die Pflanzen werden dann eingetopft, wenn die Wurzeln zwei bis drei Zentimeter lang sind. Generell gilt die Vermehrung von Fuchsien über Stecklinge als einfach und auch von Privatgärtnern einfach zu praktizieren.
Winterharte Fuchsien und robustere Fuchsien-Hybriden bilden außerdem „Wurzelausläufer“ aus, es sind unterirdische Teile der Sprossachse und keine Teile der Wurzel. Diese können mit der anhängenden Wurzel abgetrennt und gleichfalls sofort in Töpfen kultiviert werden.
Eine Kultivierung und Vermehrung von Fuchsien über eine In-vitro-Kultur ist ebenfalls möglich, wirtschaftlich und mengenmäßig jedoch nicht von Bedeutung. Ihren Einsatz findet diese Technik lediglich bei der Etablierung neuer Typen, der Produktion von Elitepflanzen oder der Pathogen-Eliminierung. Deshalb ist diese Vermehrungsmethode entscheidend für den wirtschaftlichen Erfolg eines Jungpflanzenproduktionsbetriebes und für gesunde Pflanzen in denjenigen Gärtnereien, welche die Jungpflanzen kaufen.

## Krankheiten und Schädlinge

### Pilzkrankheiten

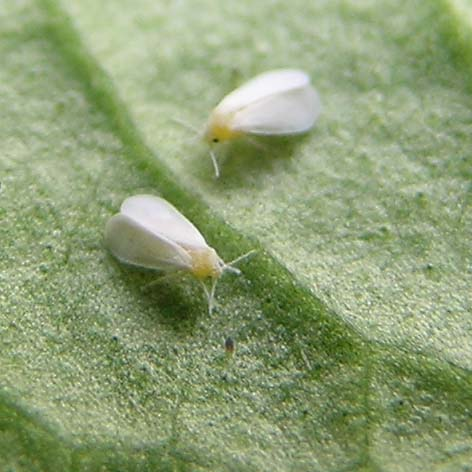
Weiße Fliege, einer der tierischen Schädlinge der Fuchsien

Fuchsien, die optimale Kulturbedingungen haben, werden nur selten von Krankheiten und Schädlingen befallen. Grauschimmelfäule (Botrytis cinera) tritt jedoch auf, wenn die Luftfeuchtigkeit zu hoch ist. Dann bilden sich in Nähe des Bodens an den Stängeln braun-schwarze und faulige Stellen, die dazu führen können, dass ganze Zweigpartien absterben. Befallen werden Fuchsien auch von dem sogenannten Fuchsienrost, einer Pflanzenkrankheit, die durch den Rostpilz Pucciniastrum epilobii f. sp. palustris ausgelöst wird. Er nutzt Weidenröschen als Zwischenwirt. Daher sollte diese Pflanzengattung nicht in der Nähe von Fuchsien kultiviert werden. Der Befall kann dadurch festgestellt werden, dass sich an der Blattunterseite gelb-braune bis rostrote Sporen zeigen. Fuchsien sind für diesen Pilz besonders dann empfindlich, wenn bei niedrigen Raumtemperaturen eine zu hohe Luftfeuchtigkeit herrscht.
Wurzelfäule wird durch verschiedene Bodenpilze verursacht. Sie treten vor allem dann auf, wenn der Fuchsientopf völlig austrocknet und die feinen Faserwurzeln der Fuchsie daraufhin absterben. Wird dann gegossen, verfaulen diese abgestorbenen Wurzeln und bieten Pilzen wie Phytophthora, Thieloaviopsis basicola und Fusarium ideale Wachstumsbedingungen. Sie können zu einem vollständigen Absterben des Wurzelsystems führen, so dass die Pflanze trotz ausreichender Bodenfeuchtigkeit nicht in der Lage ist, die Feuchtigkeit aufzunehmen.

### Tierische Schädlinge

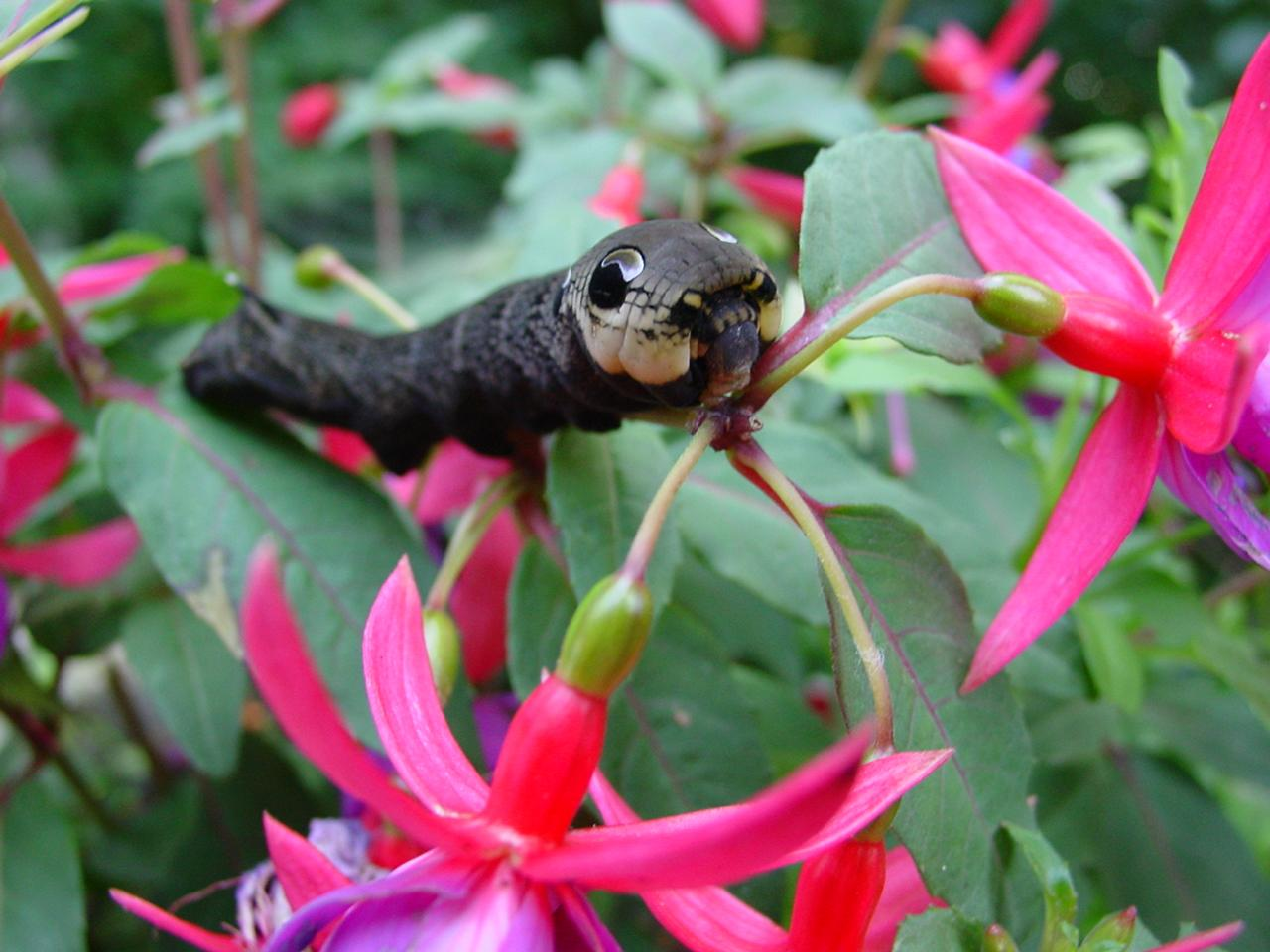
Raupe des Mittleren Weinschwärmers auf einer Fuchsienpflanze

Von den verschiedenen Blattlausarten befällt vor allem die Grüne Pfirsichblattlaus (Myzus persicae) Fuchsien. Da die Läuse den Pflanzen Zellsaft entziehen, entstehen Blattverkrüppelungen oder Blattkräuselungen und die Blätter vergilben. Von den Spinnmilben befällt Tetranychus urticae Fuchsien. Auch sie stechen das Blattgewebe an und saugen den Zellsaft aus. Erkennbar ist ein Befall an weiß-gelblichen Blattflecken. Unter den Wanzen sind es vor allem die Trübe Feldwanze und die Grüne Futterwanze, die an den Fuchsienpflanzen zu starken Schädigungen führen. Auch hier führt das Entziehen von Zellsaft durch die Saugtätigkeit der Wanzen zu einer Blattverkrüppelung. Betroffen sind jedoch vor allem Knospen, die von diesen Wanzen besonders gerne angebohrt werden. Schaumzikaden richten dagegen an den Pflanzen nur wenig Schäden an, trotzdem kommt es gelegentlich durch andere Zikadenarten zu Fraßschäden an den Pflanzen. Zu größeren Fraßschäden kann es dagegen durch die Raupe des Mittleren Weinschwärmers kommen. Die bis zu acht Zentimeter langen Raupen sind sehr gefräßig. Bevorzugte Futterpflanzen sind allerdings weniger Fuchsien, sondern die zur gleichen Familie gehörenden Weidenröschen und Nachtkerzen. Hier ist das Risiko eines Befalls geringer, wenn diese Pflanzen nicht in der Nähe der Fuchsien wachsen.
Die Weiße Fliege gehört ebenfalls zu den blattsaugenden Insekten. Größeren Schaden richtet sie jedoch dadurch an, dass sie einen klebrigen Honigtau ausscheidet, der die Blattoberfläche überzieht und auf dem sich der Rußtaupilz ansiedelt. Stark befallene Blätter sind nicht mehr in der Lage, zu assimilieren.
Die Larven des Dickmaulrüsslers schädigt vor allem das Wurzelsystem, da die Larven dieses Käfers sich von Wurzeln ernähren und das gesamte Wurzelsystem einer Fuchsie zerstören können. Gleiches tun die Larven verschiedener Trauermückenarten. Sie treten vor allem in Gewächshauskulturen auf, in denen viel mit Torf gearbeitet wird.
Wespen und Ohrwürmer schädigen dagegen die Blüten. Wespen beißen ovale Löcher in die Kelchröhre, um auf diese Weise an den Blütennektar zu gelangen. Zu größeren Schäden kann es vor allem dann kommen, wenn sich Fuchsienpflanzen in der Nähe von Wespennestern befinden. Auch bei Mäusen hat man bereits beobachtet, dass sie die Blüten anknabbern, um an den Nektar zu gelangen.

## Fuchsien in der Zierpflanzenkultur

### Einführungsgeschichte

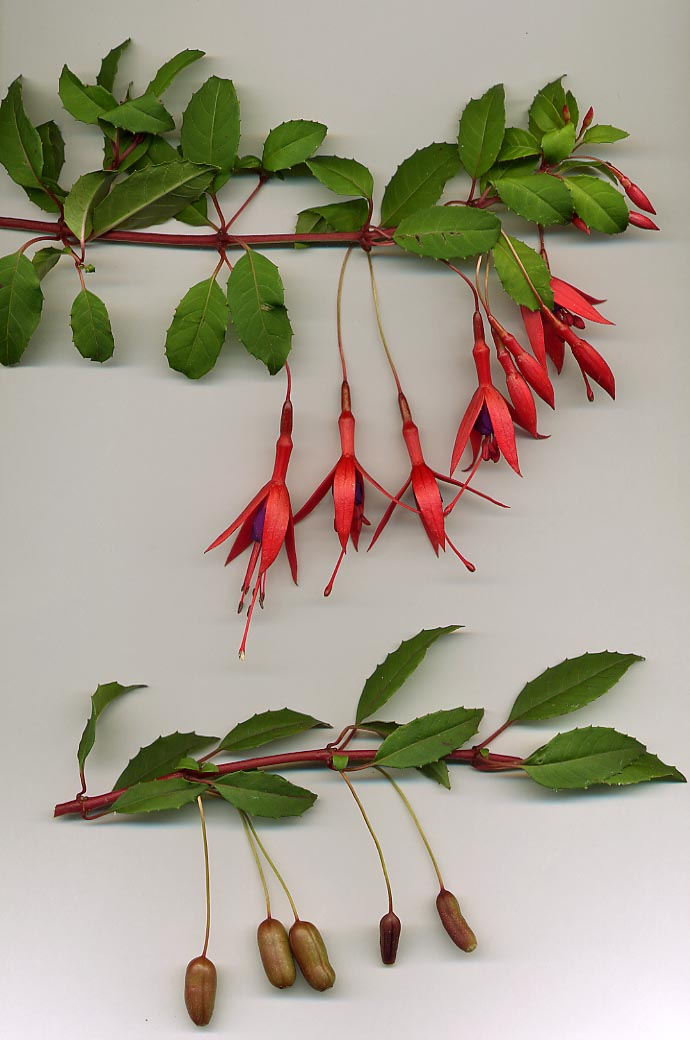
Die Scharlach-Fuchsie (Fuchsia magellanica), Elternpflanze zahlreicher Fuchsienhybriden

In Santo Domingo wurde die Gattung 1696 von dem Paulaner-Pater und Botaniker Charles Plumier entdeckt und beschrieben. Die von ihm entdeckte Art benannte er nach dem deutschen Botaniker Leonhart Fuchs (1501–1566) Fuchsia triphylla flore coccineo, was übersetzt etwa dreiblättrige Fuchsie mit scharlachroten Blüten bedeutet. Carl von Linné übernahm die ersten beiden Wörter, als er 1753 das System der binären Pflanzennamen begründete, und nannte die Art Fuchsia triphylla. Seitdem trägt die Gattung die Bezeichnung Fuchsia.
Die meisten Fuchsienarten wurden in der ersten Hälfte des 19. Jahrhunderts entdeckt und vor allem nach Großbritannien eingeführt. Wegen des Interesses, das Gärtner diesen Pflanzen entgegenbrachten, rüsteten größere Gärtnereien sogar eigene Expeditionen aus, um neben anderen Pflanzen auch neue Fuchsien nach England zu bringen. So wurde beispielsweise der Botaniker und Forschungsreisende William Lobb von der Firma Veitch and Sons in Exeter nach Südamerika gesandt. 1821 gelangte die aus Neuseeland stammende Fuchsia excorticata erstmals nach Europa, 1823 folgte Fuchsia aborescens und 1827 Fuchsia microphylla. Der deutsche Botaniker Karl Theodor Hartweg sammelte von 1836 bis 1843 im Auftrag der Royal Horticultural Society in Mittelamerika und sandte unter anderem Fuchsia splendens und Fuchsia fulgens nach Europa. Mitte des 19. Jahrhunderts zählten die Botaniker bereits 64 reine Arten. Verschiedene, damals als Art klassifizierte Pflanzen werden heute jedoch als Form anderer Arten angesehen.
Die von Plumier entdeckte und beschriebene Fuchsia triphylla war nicht als lebende Pflanze nach Europa gelangt. Auf seiner Rückreise hatte er Schiffbruch erlitten und dabei alle gesammelten Pflanzen verloren. Seine Aufzeichnungen, die die Grundlage für sein 1703 veröffentlichtes Buch Nova Plantarum Americanum Genera bildeten, waren mit einem anderen Schiff nach Europa gesandt worden. Zwischen 1728 und 1732 hatte der schottische Botaniker William Houstoun zwar Samen dieser Art gefunden und nach Großbritannien geschickt. Die daraus gezüchteten Pflanzen gingen jedoch alle wieder verloren. Erst 1873 wurde sie an ihrem erstmaligen Fundort in Santo Domingo durch Thomas Hogg wiedergefunden und erneut wurden Samen gesammelt. Die Kew Gardens zogen aus diesen Samen Pflanzen. Sie ist seitdem in Fuchsiensammlungen von Privatpersonen und Botanischen Gärten vertreten. Bedeutender als die Kultivierung als reine Art ist jedoch ihr Anteil bei der Züchtung von sogenannten Traubenblütigen Fuchsien, die alle Fuchsia-triphylla-Hybriden sind.

### Zuchtgeschichte

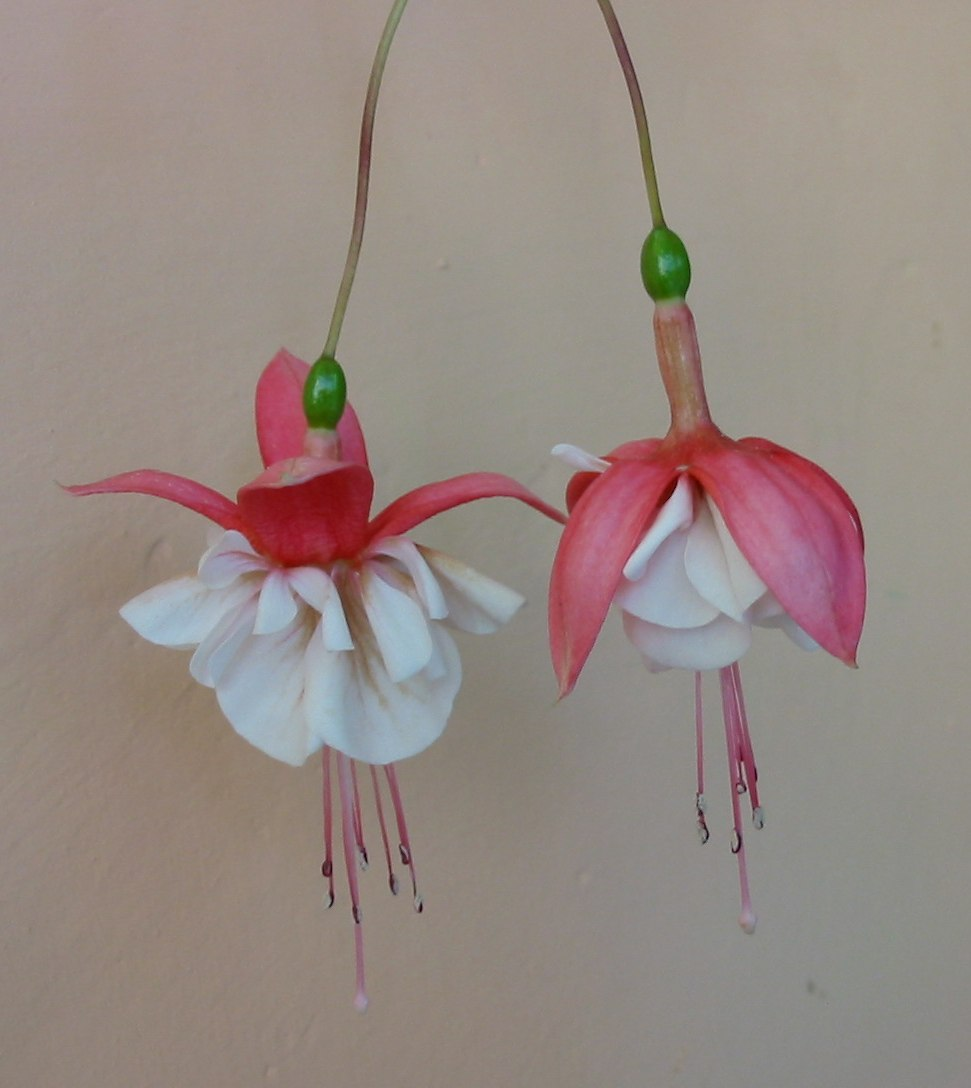
Gefüllte Fuchsien-Blüte

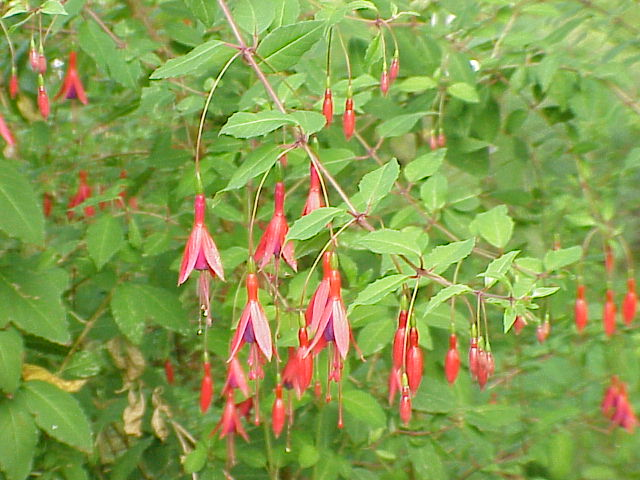
Fuchsia magellanica

Schon bald nach der Einführung der ersten Fuchsienarten nach Europa begann man, verschiedene Arten miteinander zu kreuzen. Man versuchte dabei vor allem, mit der Art Fuchsia magellanica als eine der Elternpflanzen neue Sorten heranzuziehen. 1840 gelang einem Gärtner eines englischen Landpfarrers eine Hybride, die einen weißen Tubus, weiße Sepalen und eine blaue Corolle hatte. Unter der Bezeichnung Venus Victrix gelangte diese Sorte ab 1842 in den Handel und ist bis heute noch in einigen Fuchsiensammlungen zu sehen. Zahlreiche Hybriden, die heute gepflegt werden und die eine weiße Kelchröhre besitzen, sind auf diese Pflanze zurückzuführen. Geschätzt wurden Fuchsien dabei auch als Schnittblumen, mit denen die mehrstufigen Blumengefäße und Tafelaufsätze des Viktorianischen Zeitalters dekoriert wurden.
In den 1840er Jahren setzte europaweit eine Begeisterung für die Fuchsien ein. 1844 erschien in Frankreich unter dem Titel Le Fuchsia, son Histoire et sa Culture das erste Buch, das sich ausschließlich mit Fuchsien beschäftigte. Herausgegeben wurde es von Felix M. Porcher, dem Präsidenten der Gartenbaugesellschaft zu Orléans. Beschrieben sind darin bereits 300 Arten und Zuchtsorten.
1853 wurde die erste vollständig gefülltblühende Sorte gezüchtet. Bei vielen Hybriden ist die Scharlach-Fuchsie (Fuchsia magellanica) eine der Elternpflanzen. An langblütigen Fuchsien ist vor allem Fuchsia fulgens beteiligt. Die kleinblütigen Wildarten sind heute eigentlich nur noch in Botanischen Gärten und Sammlungen von Fuchsien-Liebhabern zu finden. Die im Handel regelmäßig angebotenen Pflanzen sind nahezu ausschließlich Hybriden.
Auch in Deutschland begann man sich vermehrt für Fuchsien zu interessieren. Das Deutsche Magazin für Garten und Blumenkunde beschrieb in seinem ersten Heft aus dem Jahre 1848 ausführlich die neu eingeführten Arten Fuchsia serratifolia und Fuchsia macrantha. Einer der ersten deutschen Fuchsienzüchter war Gottlob Pfitzer. Carl Bonstedt, der unter anderem Leiter des Botanischen Gartens in Göttingen war, führte die als Traubenblütige Fuchsien bezeichneten Triphylla-Hybriden ein.
Die europäische Fuchsienbegeisterung, bei der vor allem in der zweiten Hälfte des 19. Jahrhunderts zahlreiche neue Sorten herangezüchtet wurden, hielt bis zum Ausbruch des Ersten Weltkriegs an. Europaweit konzentrierten sich die Gärtnereien danach auf den Anbau von Obst und Gemüse. Kohlen für die Beheizung der Glashäuser standen nicht mehr zur Verfügung. Auch in der Zeit der Weltwirtschaftskrise nach 1929 gab es in Europa nur eine sehr geringe Nachfrage nach dieser Pflanzengattung. Die weitergehende Zucht von Fuchsien fand vor allem im nordamerikanischen Kalifornien statt. In den milden und luftfeuchten Küstengebieten dieses US-amerikanischen Bundesstaates gedeihen Fuchsien sehr gut als Gartensträucher. Wegen des gleichmäßigen Klimas blühen sie nahezu das gesamte Jahr über und müssen als eine der wenigen Pflegemaßnahmen lediglich im Dezember etwas in Form geschnitten werden. Die erste Fuchsiengesellschaft ist daher auch die American Fuchsia Society, die 1929 gegründet wurde. Bereits 1930 reiste eine dreiköpfige Delegation dieser Gesellschaft nach Großbritannien, die dort 51 Fuchsienarten und -sorten sammelte und Stecklinge und Samen jeweils an die Universität von Kalifornien sowie an eine bekannte kalifornische Gärtnerei sandte. 48 Arten und Sorten überlebten die lange Seereise und begründeten in Kalifornien eine neue Fuchsienrenaissance.
Die American Fuchsia Society ist seit Ende des Zweiten Weltkriegs die internationale Registrierungsstelle für neue Fuchsiensorten. Dabei werden der Name des Züchters, die Elternpflanzen, Blütenfarbe und -form sowie die Wuchseigenschaften und andere wesentliche Eigenarten der Pflanze festgehalten. Die internationale Registrierungsstelle wacht vor allem darüber, dass der Name, der der Sorte gegeben wird, nur einmalig für eine Fuchsiensorte Verwendung findet.
Popularität haben Fuchsien erst in den letzten Jahrzehnten wieder gewonnen. Die erste deutsche Fuchsienausstellung fand 1978 in Bad Neuenahr statt und die zweite 1979 auf der Bundesgartenschau in Bonn. Die Deutsche Fuchsien-Gesellschaft wurde 1981 gegründet.

### Züchter und Zuchtziele
Bis heute wurden weltweit über 7.000 Fuchsiensorten gezüchtet. Zu den Züchtern gehören sowohl Hobbygärtner als auch Berufsgärtner. Zahlreiche neue Sorten werden vor allem in den USA, in Großbritannien und in den Niederlanden herangezogen. Wenige Sorten setzen sich allerdings auf die Dauer durch. Die meisten neuen Sorten ähneln bereits existierenden Fuchsien und weisen keine Eigenschaften auf, die sie von diesen deutlich abheben.
Eines der wichtigsten Zuchtziele der aktuellen Fuchsienkultur ist die Heranziehung von Sorten, die eine höhere Widerstandsfähigkeit gegenüber niedrigen Temperaturen besitzen. Daneben versucht man, Fuchsiensorten heranzuziehen, die sich durch die Farbe ihrer Blüte von anderen abheben. So fehlt es beispielsweise an Sorten, die eine blaue Krone aufweisen, die im Laufe der Zeit nicht verblasst. Es gibt außerdem noch keine Sorten, die rein gelbe Blüten aufweisen.

### Verwendung von Fuchsien

#### Standorte für Fuchsien

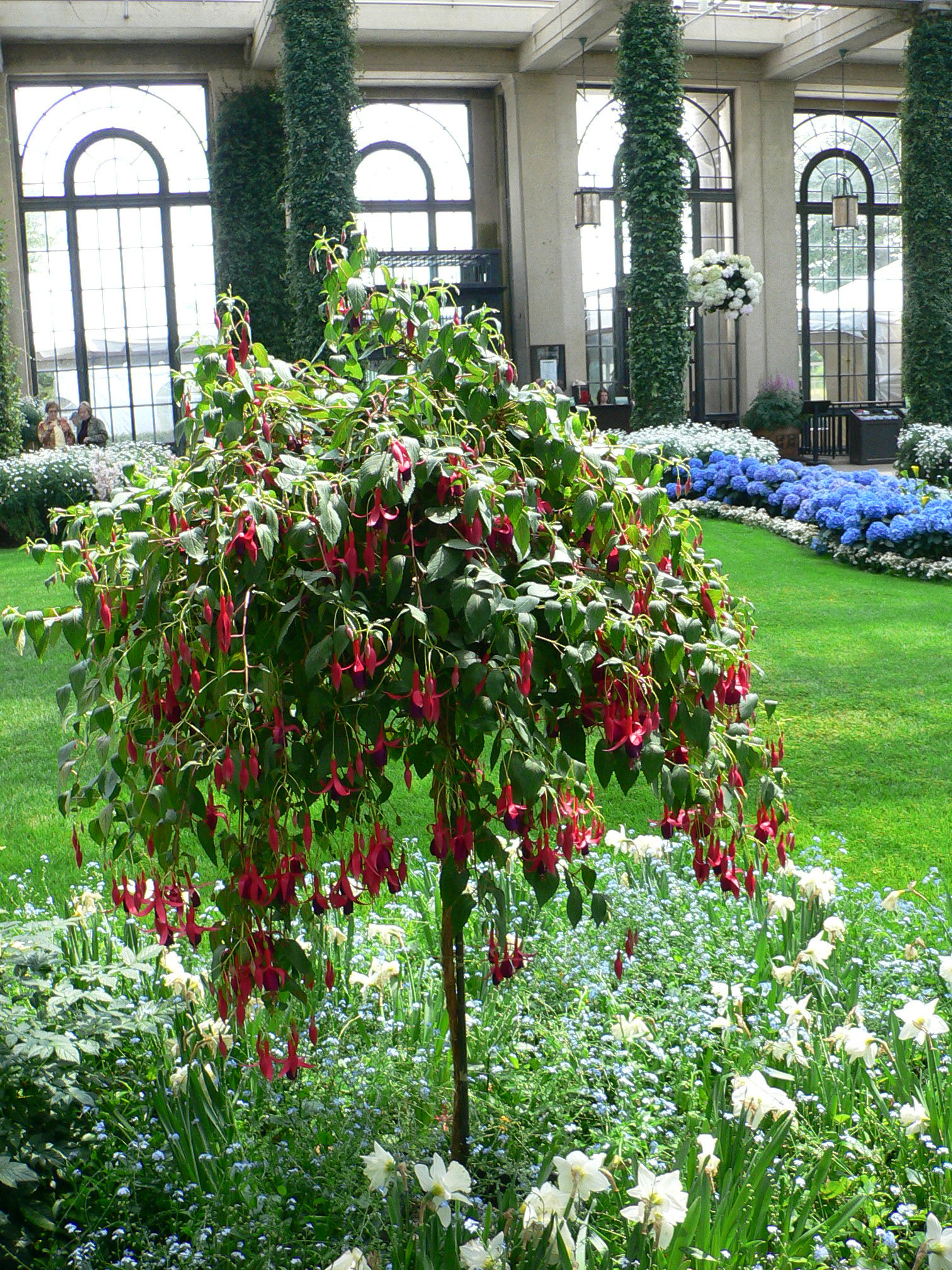
Fuchsien-Stamm – besonders beliebt auf Terrassen

Nur sehr wenige Arten und Sorten der Fuchsie eignen sich für die Kultur im Zimmer. Die meisten Arten leiden unter der zu geringen Luftfeuchtigkeit in zentralbeheizten Räumen. Ebenfalls unverträglich ist es für die Pflanzen, wenn sie auf einer Fensterbank stehen, unter der sich ein Heizkörper befindet. Sie vertragen außerdem keine direkte Sonnenbestrahlung, müssen jedoch sehr hell stehen. Bewährt hat sich dagegen die Methode, die Fuchsientöpfe in größere Übertöpfe zu stellen, die mit feuchtem Torf oder einem anderen wasserspeicherndem Substrat angefüllt sind. Damit entsteht rund um die Pflanze ein ausreichend luftfeuchtes Mikroklima. Die Blüten von Fuchsien scheiden außerdem große Mengen von zuckerhaltigem Nektar aus, der das Mobiliar beschädigen kann. Der Nektar tropft auch auf die Laubblätter, wo er eine klebrige Masse hinterlässt. Im Freien wird diese Schicht vom Regen weggespült. In Gewächshäusern und Wohnräumen müssen die Blätter dagegen regelmäßig mit Wasser besprüht und gereinigt werden.
Häufiger als in Wohnräumen werden Fuchsien in Balkonkästen oder als Kübelpflanze kultiviert. Sie eignen sich besonders für Balkone oder Terrassen, die nach Norden ausgerichtet sind. Fuchsien zählen dabei zu den wenigen Arten, die in einem regenreichen Sommer reichlich Blüten tragen, da sie am besten bei einer Temperatur zwischen 16 und 24 Grad Celsius und hoher Luftfeuchtigkeit gedeihen. Bei hohen Temperaturen und trockenem Wetter ist es notwendig, die Pflanzen regelmäßig mit Wasser zu besprühen. Bei zu geringer Luftfeuchtigkeit verkümmern die Knospen und das Laub fällt vorzeitig ab. Der Wurzelballen sollte außerdem nicht austrocknen. Als Terrassenpflanzen besonders beliebt sind Fuchsienstämme. Gelegentlich werden vor allem die Hochstämme mit dem Topf in der Erde versenkt. Dies gestattet, nicht winterharte Fuchsien im Herbst wieder aus der Erde zu nehmen und in hellen Räumen zu überwintern.

#### Überwinterung von Fuchsien
Nicht winterharte Fuchsiensorten müssen frostfrei überwintert werden. Werden sie dunkel überwintert, so verlieren sie alle Blätter. Die Wässerung ist in dieser Zeit auf ein Minimum zu beschränken, da die Pflanzen sonst von Grauschimmel befallen werden. Triebe großer Pflanzen werden vor dem Einräumen um etwa ein Drittel eingekürzt.
Einige Fuchsiensorten besitzen ausreichende Winterhärte, um auch den mitteleuropäischen Winter zu überdauern. Es handelt sich dabei meist um Sorten, die Fuchsia magellanica als Elternpflanze haben. Die Art Fuchsia procumbens, die aus Neuseeland stammt, eignet sich sogar für die Pflanzung im Steingarten. Im Freien überwinternde Fuchsien werden bei der Pflanzung etwas tiefer gesetzt und mit trocknen Reisig oder einem Vlies vor allzu harten Winterfrösten geschützt.

## Verwendung von Fuchsien als Nutzpflanze
In der europäischen Volksheilkunde haben sich Fuchsien – vermutlich wegen der späten Einführung – nicht etabliert. Über eine heilkundliche Verwendung in den Ursprungsländern liegen dagegen nur sehr spärliche Informationen vor. Offenbar werden jedoch dem Laub und der Rinde der Fuchsia magellanica heilende Eigenschaften nachgesagt.
Fuchsia excorticata und Fuchsia procumbens zeichnen sich durch blauen Pollen aus, die in ihrem Ursprungsland Neuseeland von weiblichen Māori für Gesichtsbemalungen verwendet wurden.
Die Früchte einiger Arten sind essbar wie von Fuchsia boliviana, Fuchsia coccinea, Fuchsia splendens, Fuchsia regia, Fuchsia fulgens u. a.

## Trivia
Das Geburtshaus von Leonhart Fuchs in Wemding, genannt „Fuchshaus“ oder „Zwergenhäuschen“ (es ist nur 1,50 Meter breit), ist noch erhalten und für Besucher offen. Wemding, in Eigendarstellung „Fuchsienstadt“, ist nach eigenen Angaben Standort von Deutschlands einziger Fuchsienpyramide. Daneben gibt es in der Stadt einen Fuchsienmarkt, eine Fuchsienausstellung und einen Fuchsienrundgang.

## Arten (Auswahl)

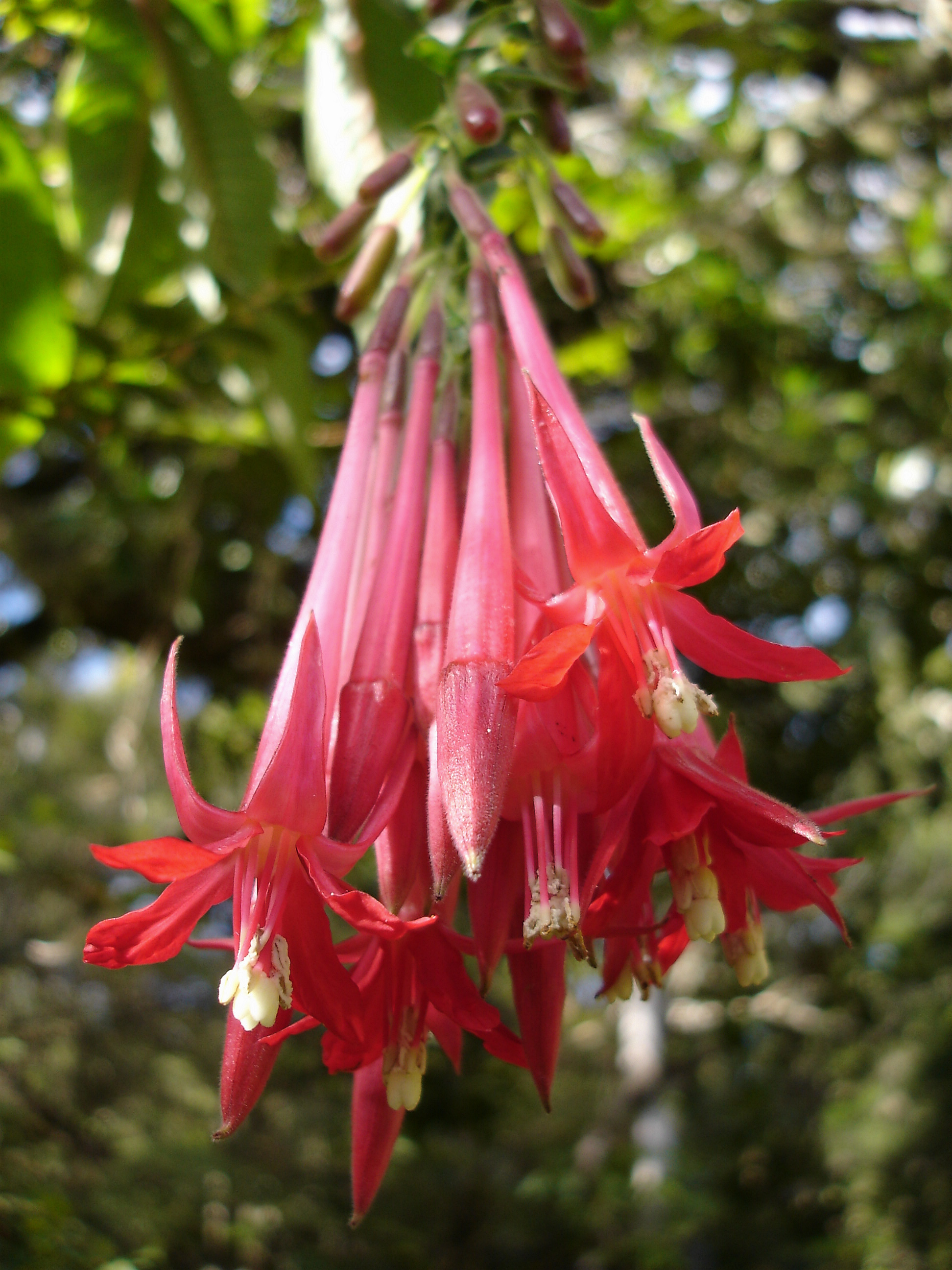
Fuchsia boliviana

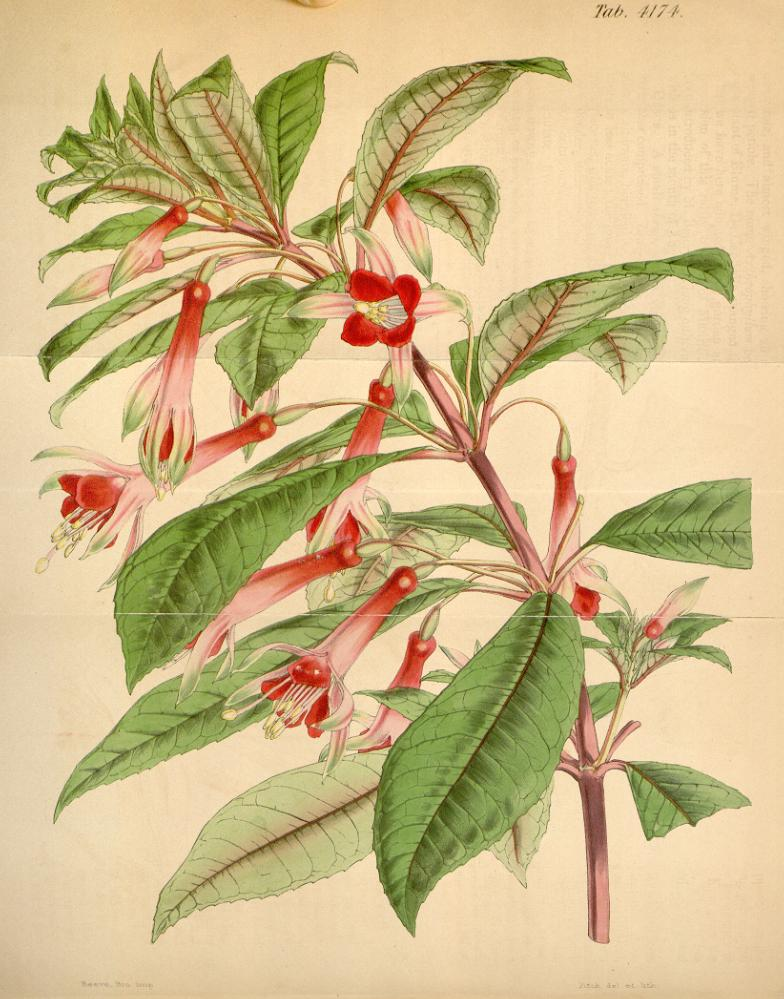
Fuchsia denticulata, Abbildung

- Fuchsia boliviana Carrière, Heimat: Mittel- und Südamerika
- Fuchsia caucana P.E. Berry, Heimat: Kolumbien
- Fuchsia ceracea P.E. Berry , Heimat: Peru
- Fuchsia cinerea P.E. Berry, Heimat: Kolumbien, Ecuador
- Fuchsia cochabambana P.E. Berry, Heimat: Bolivien
- Fuchsia cordifolia Benth., Heimat: Mexiko
- Fuchsia crassistipula P.E. Berry, Heimat: Kolumbien
- Fuchsia denticulata Ruiz & Pav., Heimat: Peru, Bolivien
- Fuchsia excorticata (J.R. Forst. & G. Forst.) L.f., Heimat: Neuseeland
- Fuchsia ferreyrae P.E. Berry, Heimat: Peru
- Fuchsia fulgens Moç. & Sessé ex DC., Heimat: Mexiko
- Fuchsia gehrigeri Munz, Heimat: Venezuela
- Fuchsia magdalenae Munz, Heimat: Kolumbien
- Scharlach-Fuchsie (Fuchsia magellanica Lam.), Heimat: Chile
- Fuchsia orientalis P.E. Berry, Heimat: Ecuador
- Fuchsia paniculata Lindl., Heimat: Mexiko, Mittelamerika
- Fuchsia procumbens R. Cunn. ex A. Cunn., Heimat: Neuseeland
- Fuchsia regia (Vand. ex Vell.) Munz, Heimat: Brasilien
- Fuchsia sanctae-rosae Kuntze, Heimat: Peru, Bolivien
- Fuchsia sanmartina P.E. Berry, Heimat: Peru
- Fuchsia sessilifolia Benth., Heimat: Kolumbien, Ecuador
- Fuchsia simplicicaulis Ruiz & Pav., Heimat: Peru
- Fuchsia splendens Zucc., Heimat: Mexiko, Guatemala, Costa Rica
- Fuchsia steyermarkii P.E. Berry, Heimat: Ecuador
- Fuchsia triphylla L., Heimat: Hispaniola
- Fuchsia vargasiana Munz ex Vargas, Heimat: Peru

## Beachte
Die sogenannten „Fuchsien“ Australiens aus der Gattung Eremophila gehören ebenso wie die aus Südafrika stammenden Kapfuchsien (Phygelius) zur Familie der Braunwurzgewächse (Scrophulariaceae) und sind mit der Gattung Fuchsia nicht näher verwandt.